# Låstads landskommun
Låstads landskommun var en tidigare kommun i dåvarande Skaraborgs län.

## Administrativ historik
Kommunen inrättades i Låstads socken i Vadsbo härad i Västergötland när 1862 års kommunalförordningar trädde i kraft.  
Vid Kommunreformen 1952 uppgick kommunen i Ullervads landskommun som 1971 uppgick i Mariestads kommun.

## Politik

### Mandatfördelning i Låstads landskommun 1942-1946
| 5 | 10 |

| 15 |

| 15 |

| 14 |